# Canon de 20 cm/50 Type 3
Le canon de 20 cm/50 Type 3 (五十口径三年式二〇糎砲, gojūkōkei sannenshiki ni-maru centi-hō) est l'armement principal des croiseurs lourds japonais de la Seconde Guerre mondiale. Ces canons étaient également montés sur deux premiers porte-avions. L'installation typique se composait de dix canons de 20,3 cm / 50 ; bien que les croiseurs de classe Tone en transportèrent huit tandis que les croiseurs de classe Furutaka et Aoba en transportaient six. Après sa modernisation, le porte-avions japonais Akagi n'en transporta que six.
Ces canons frettés étaient construits avec un tube intérieur A, enveloppé par un deuxième tube, lui même enveloppé par une veste pleine longueur. Les premiers canons étaient partiellement enroulés, mais les canons ultérieurs se dispensèrent de l'enroulement du fil. Les armes à feu étaient chargées par la culasse de deux sacs en tissu de poudre sans fumée. Le type 3 fait référence au bloc de culasse Welin de ce canon. La conception des blocs de culasse débuta en 1914, la troisième année de l'ère Taishō. Cette conception de bloc de culasse fut également utilisée sur les canons navals japonais de 41 cm, de 15,5 cm, de 14 cm, de 12,7 cm et de 12 cm.

## Canons 1 GÔ (Mark I)
Le premier modèle de ce canon utilisait une charge de poudre de 32,63 kg pour tirer des projectiles de 20,3 cm pesant 110 kg à une vitesse de 870 m / s. La durée de vie utile était de 300 charges complètes effectives (EFC) par canons. Ils ont été initialement installés dans des affûts simples de type A à faible angle (25 °) à bord de croiseurs de la classe Furutaka, dans des tourelles doubles de type C (40 °) à bord de croiseurs de la classe Aoba et dans des tourelles double de type D (40 °) à bord de croiseurs de la classe Myōkō. Les canons Mark I peuvent être visuellement distingués des canons Mark II par un pas brusque dans le diamètre de chasse qui était absent sur ces derniers canons.

## Canons 2 GÔ (Mark II)
Les canons du deuxième modèle utilisaient une charge de poudre de 33,8 kg pour tirer des projectiles de 203,2 mm pesant 125,85 kg à une vitesse de 835 m / s. Ces canons avaient une espérance de vie utile de 320 à 400 EFC (Charge complète effective / équivalente). La cadence de tir variait de quatre coups par minute tirant à des angles faibles diminuant à deux ou trois coups par minute tirant à une altitude maximale. Ces canons et la tourelle double de type E avec une élévation de 70 degrés installée sur les croiseurs de la classe Takao ont été influencés par les croiseurs de classe County de la Royal Navy. Les tourelles de type E ont été rapidement redessinées pour limiter l'élévation à 55 degrés lorsque l'élévation à 70 degrés s'avéra impraticable. Des tourelles de type E modifiées ont été installées en tant qu'équipement d'origine à bord du Maya et des croiseurs de la classe Tone, et remplacé les tourelles d'origine à bord des croiseurs de classe Furutaka et Mogami. Les canons Mark II ont remplacé les canons d'origine Mark I dans les tourelles de type C et D, de sorte que tous les croiseurs lourds japonais portaient des canons Mark II dans des tourelles doubles en décembre 1941.

## Installations sur porte-avions

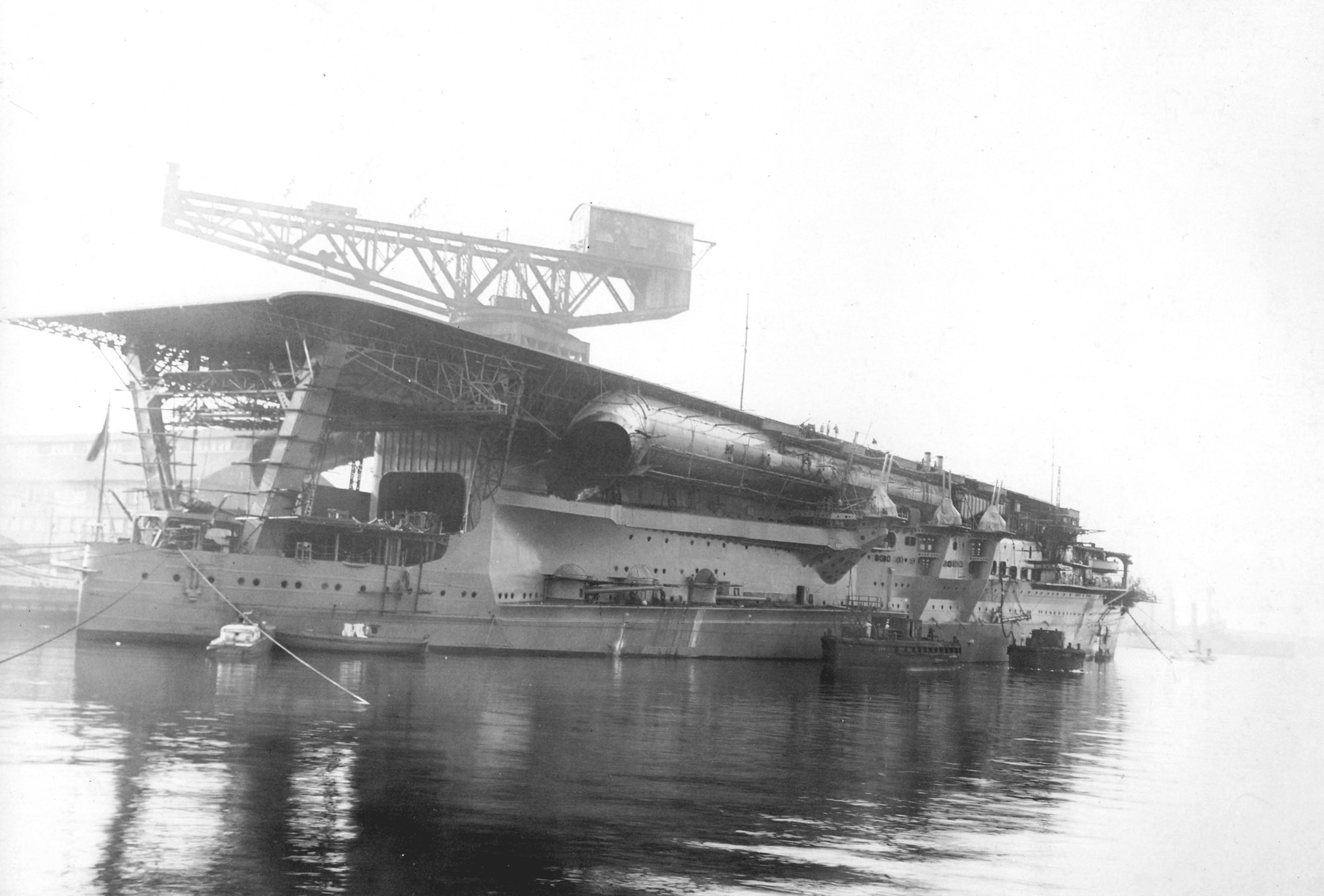
Quartier tribord du Kaga avec trois canons de casemate visibles.

Les canons Mark I ont été installés dans des casemates avec une élévation maximale de 25 degrés limitant la portée maximale à 22 km. Les porte-avions avaient à l'origine quatre canons montés à l'origine dans deux tourelles doubles de type B avec une élévation maximale de 70 degrés. Ceux-ci ont été transférés dans les casemates du Kaga en 1934 et simplement retirés de l'Akagi en 1936.

## Munitions
Les poids des obus et les vitesses initiales des éclats explosifs ou incendiaires de San Shiki sont spécifiés pour chacune des marques ci-dessus. La vitesse initiale s'applique aux obus perforants (AP) de type 91 avec les informations de trajectoire ci-dessous. Les obus lumineux ont été tirés avec une charge réduite à une vitesse initiale de 710 mètres par seconde.

## Trajectoire d'obus AP de type 91
| Portée | Élévation | Descente | Vitesse d'impact |
| ------ | --------- | -------- | ---------------- |
| 5 km   | 2 ° 24 ′  | 3 °      | 650 m/s          |
| 10 km  | 5 ° 18 ′  | 7 ° 30 ′ | 498 m/s          |
| 15 km  | 10 ° 30 ′ | 15 °48 ′ | 396 m/s          |
| 20 km  | 18 °      | 29 °     | 364 m/s          |
| 25 km  | 30 °      | 47 °     | 380 m/s          |

## Tourelles

### Type A
Seuls les canons Mark I ont été installés sur des supports de type A. L'élévation maximale était de 25 ° dans les six affûts individuels installées à bord des croiseurs de la classe Furutaka en 1926, dans les six affûts en casemates installées sur les porte-avions Akagi en 1927 et Kaga en 1930, et dans les quatre affûts en casemates ajoutées sur le Kaga en 1934.

### Type B
Seuls les canons Mark I ont été installés sur des supports de type B. L'élévation maximale était de 70 ° dans les deux tourelles doubles installées à bord de l'Akagi en 1927 et du Kaga en 1930. Ces tourelles ont été retirées du Kaga en 1934 et de l'Akagi en 1936. Les armes retirées en 1934 ont été transférées dans des casemates supplémentaires à bord du Kaga, mais celles retirées en 1936 n'ont pas été remplacées.

### Type C
Trois tourelles doubles avec une élévation maximale de 40 ° ont été installés uniquement à bord des croiseurs de la classe Aoba. Les canons Mark I installés en 1927 ont été remplacés par des canons Mark II en 1937 et 1938.

### Type D
Cinq tourelles doubles avec une élévation maximale de 40 ° ont été installés uniquement à bord des croiseurs de la classe Myōkō. Les canons Mark I installés en 1928 et 1929 ont été remplacés par des canons Mark II entre 1931 et 1934.

### Type E
Seuls les canons Mark II ont été installés dans des tourelles doubles de type E. L'élévation maximale était de 70 ° dans les cinq tourelles installées à bord des Atago, Takao et Chōkai en 1932. La reconnaissance précoce de l'impossibilité d'utiliser ces canons pour les tirs antiaériens a entraîné une réduction de l'élévation maximale à 55 ° dans toutes les installations ultérieures. Le Maya reçut cinq tourelles de 55 ° comme équipement d'origine en 1932. Trois nouvelles tourelles comprenant les canons Mark I des croiseurs de la classe Myōkō ré-percés sur Mark II ont remplacé les affûts de type A d'origine à bord des croiseurs de la  classe Furutaka en 1936 et 1937. Les croiseurs de la classe Tone ont été complétés avec quatre tourelles de type E en 1937 et 1938. Cinq nouvelles tourelles ont remplacé les tourelles triples originales de 6 pouces à bord des croiseurs de la classe Mogami entre 1939 et 1941.

## Installations de guerre de3 Nendo Shikide 20 cm/50 calibres
| Navire      | Installation                                               |
| ----------- | ---------------------------------------------------------- |
| Akagi       | 6 canons Mark I en casemates de type A à 25 ° d'élévation  |
| Aoba        | 3 tourelles doubles de type C à 40 ° d'élévation           |
| Ashigara    | 5 tourelles doubles de type D à 40 ° d'élévation           |
| Atago       | 5 tourelles doubles de type E à 70 ° d'élévation           |
| Chikuma     | 4 tourelles doubles de type E à 55 ° d'élévation           |
| Chōkai      | 5 tourelles doubles de type E à 70 ° d'élévation           |
| Furutaka    | 3 tourelles doubles de type E à 55 ° d'élévation           |
| Haguro      | 5 tourelles doubles de type D à 40 ° d'élévation           |
| Kaga        | 10 canons Mark I en casemates de type A à 25 ° d'élévation |
| Kako        | 3 tourelles doubles de type E à 55 ° d'élévation           |
| Kinugasa    | 3 tourelles doubles de type C à 40 ° d'élévation           |
| Kumano      | 5 tourelles doubles de type E à 55 ° d'élévation           |
| Maya        | 5 tourelles doubles de type E à 55 ° d'élévation           |
| Mikuma      | 5 tourelles doubles de type E à 55 ° d'élévation           |
| Mogami      | 5 tourelles doubles de type E à 55 ° d'élévation           |
| Myōkō       | 5 tourelles doubles de type D à 40 ° d'élévation           |
| Nachi       | 5 tourelles doubles de type D à 40 ° d'élévation           |
| Sri Ayudhya | 2 tourelles doubles de type D à 40 ° d'élévation           |
| Suzuya      | 5 tourelles doubles de type E à 55 ° d'élévation           |
| Takao       | 5 tourelles doubles de type E à 70 ° d'élévation           |
| Thonburi    | 2 tourelles doubles de type D à 40 ° d'élévation           |
| Tone        | 4 tourelles doubles de type E à 55 ° d'élévation           |

### Armes de rôle, de performance et d'époque comparables
- Canon de 203 mm modèle 1924 équivalent Français
- Canon de marine de 20,3 cm SK C/34 équivalent Allemand
- Canon de 203 mm/53 Ansaldo équivalent Italien
- Canon de marine de 8 pouces BL Mk VIII équivalent Britannique
- Canon de 8 pouces/55 calibres équivalent Américain